# 牛肉面
牛肉麵是泛指各種以燉煮過的牛肉為主要配料之湯麵食，其根源難以追溯，但與近代牛肉麵調理方式較為接近的麵食，清燉類的牛肉麵部分認為起源於兰州牛肉面，原本是陈维精所创。據學者說法，紅燒風味牛肉麵根源始于山东鲁菜烹饪技法，衍生出的台灣牛肉麵则起源於台灣高雄市岡山區空軍眷村。現今牛肉麵已是華人的普遍食物，各地方的牛肉麵都有其特色。現在有不少泡麵都是以添加牛肉或牛肉口味而成牛肉麵，尤其是在台灣非常的普遍。

## 種類
除了可以用食材區分為牛肉麵、牛腩麵、半筋半肉牛肉麵、牛雜麵、牛筋麵外，也可以區分為紅燒、清燉等不同口味。

### 兰州牛肉面
兰州牛肉面，又称清汤牛肉面，是“中国十大面条”之一，是甘肃省兰州市的一种风味美食，属于西北菜。

兰州牛肉面以“汤镜者清，肉烂者香，面细者精”的独特风味，和陈和声、马保子“一清（汤清）二白（蘿蔔白）三红（辣椒油紅）四绿（香菜蒜苗綠）五黄（麵條亮又黃）”，赢得了中國乃至全世界顾客的好评。并被中国烹饪协会评为三大中式快餐之一，有道是“中华第一面”。

兰州牛肉面起源于清代嘉庆年间。系东乡族马六七从河南省怀庆府清化镇（今河南省焦作市博爱县）陈维精处学成后带入兰州。

### 襄阳牛肉面

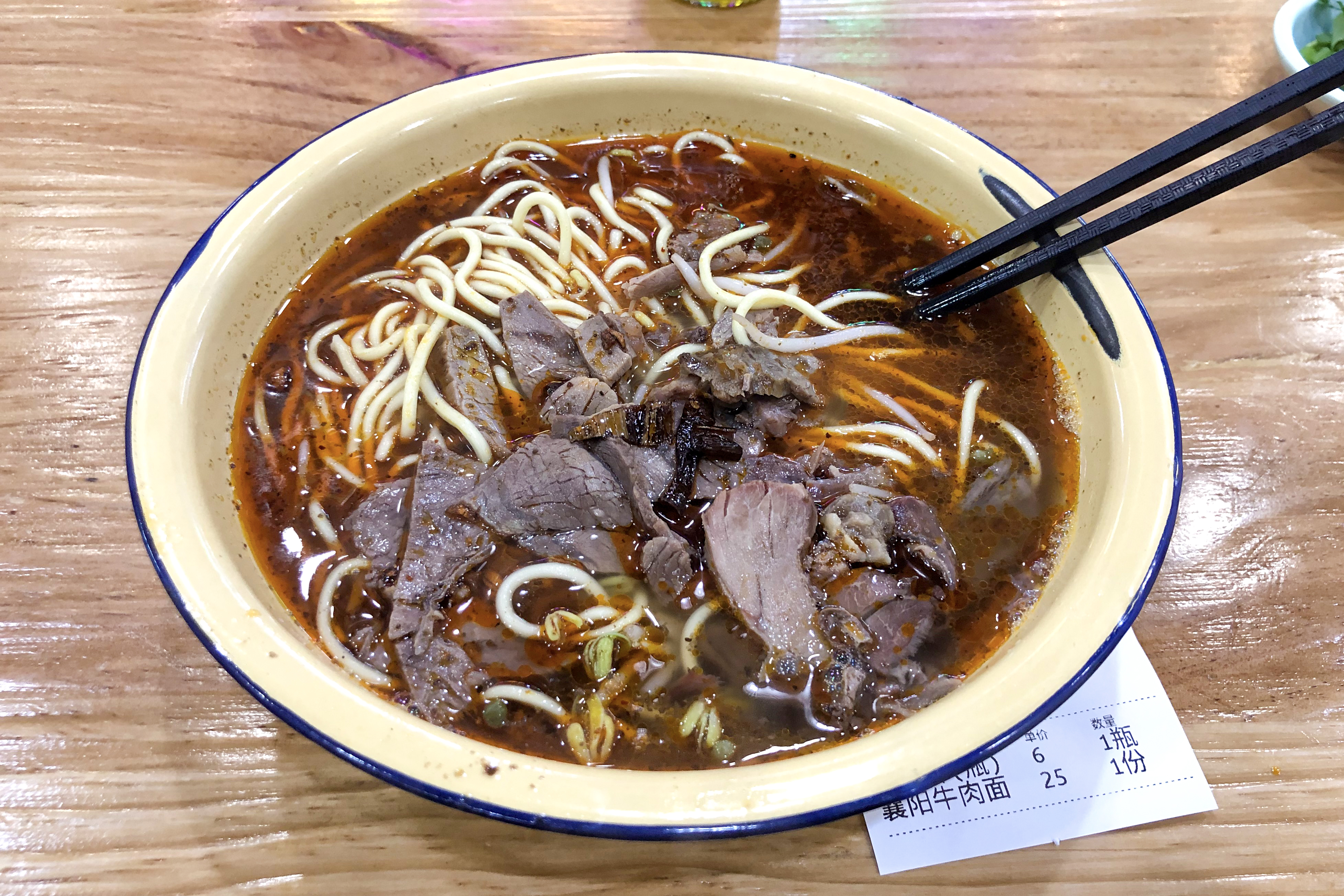
襄阳牛肉面

湖北省襄阳市盛行的襄陽牛肉麵分為牛肉麵和牛雜兩大系列，麵體採用爽滑勁道的用鹼水麵搭配牛油辣湯底、紅燒牛油，襄陽吃牛肉麵的歷史可以追溯到清朝，當地人早餐就開始吃牛肉麵，牛雜麵則常搭配黃酒食用。

### 台灣牛肉麵

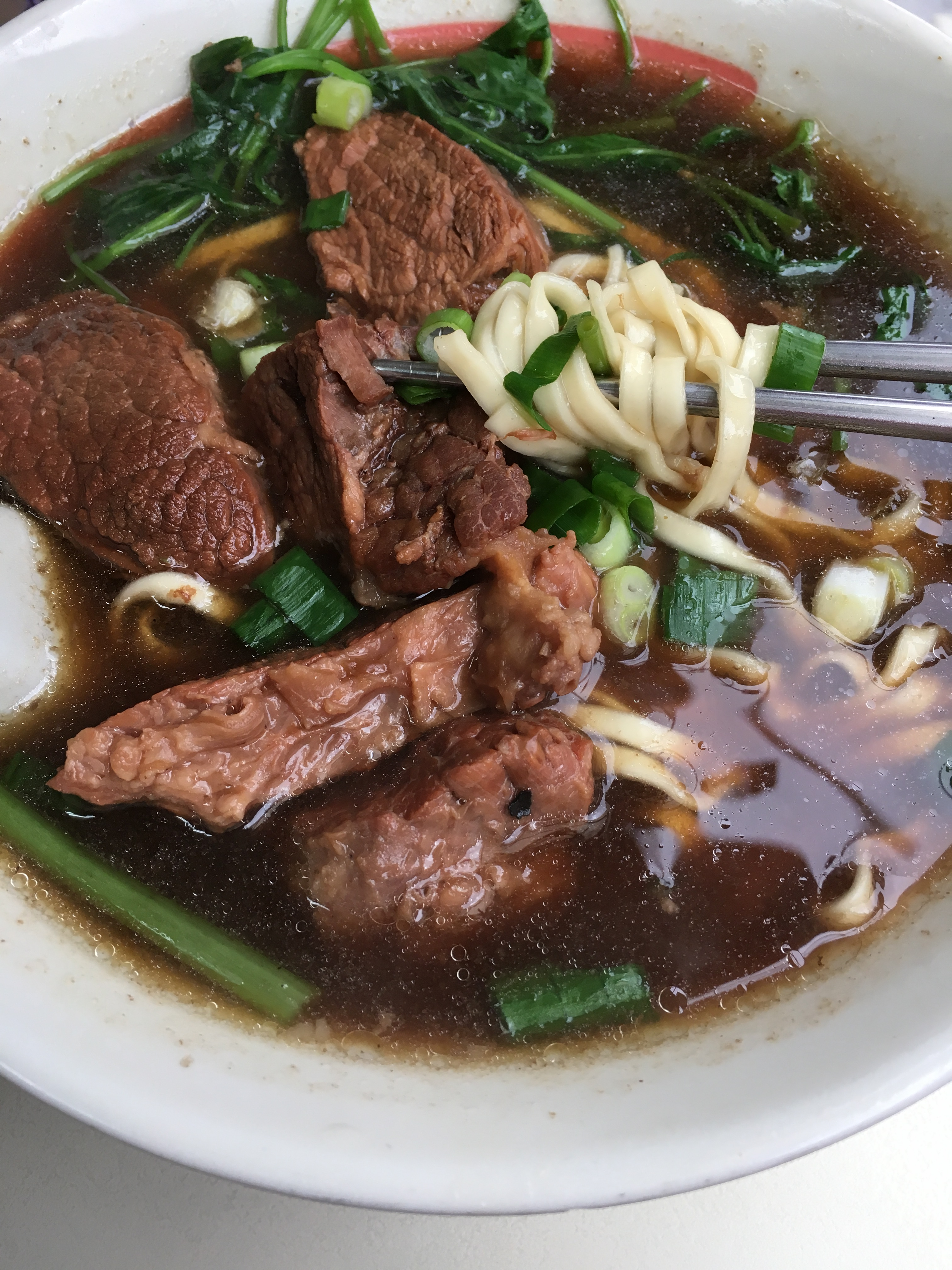
臺灣牛肉麵

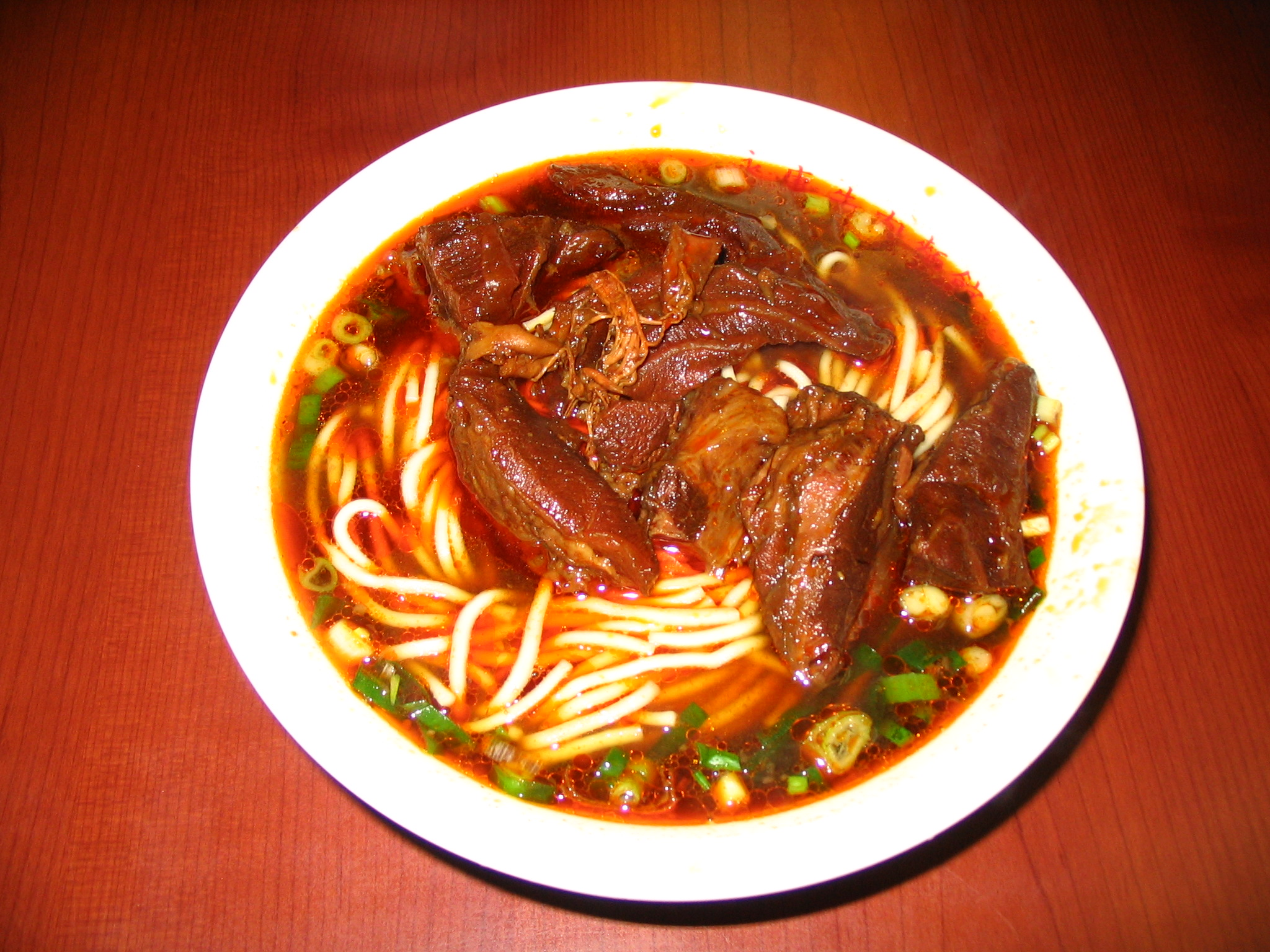
台灣台北永康街牛肉麵

台灣早期為農業社會，在農業機械化之前，牛隻是重要的農事用獸力，居民為了感恩牛隻辛勞而有不食牛的習俗。在二戰後初期台灣社會還視吃牛肉為禁忌，且不以麵食做主食。因此，台灣的牛肉麵歷史並不長，係由政府遷台後移居台灣的外省人所創，現在台灣牛肉麵已發展成台灣特色的食品，一般區分為「清炖牛肉麵」和「红烧牛肉麵」。並與台南地區普遍流行的牛肉湯並列台灣代表性的牛肉料理。紅燒牛肉麵最普遍的說法是隨中華民國國軍遷移到台灣，定居高雄岡山空軍眷村的四川省老兵，以成都菜「小碗紅湯牛肉」改良而成
。
中国的“加州牛肉面”一般认为也属于台湾牛肉面。20世纪70年代，一些来自台湾的华裔移民将台湾牛肉面带到了华人聚居的加利福尼亚州，到了80年代，这些华人又选择在中国大陆开店，并打出“加州牛肉面”的招牌。

### 香港和廣東牛腩麵

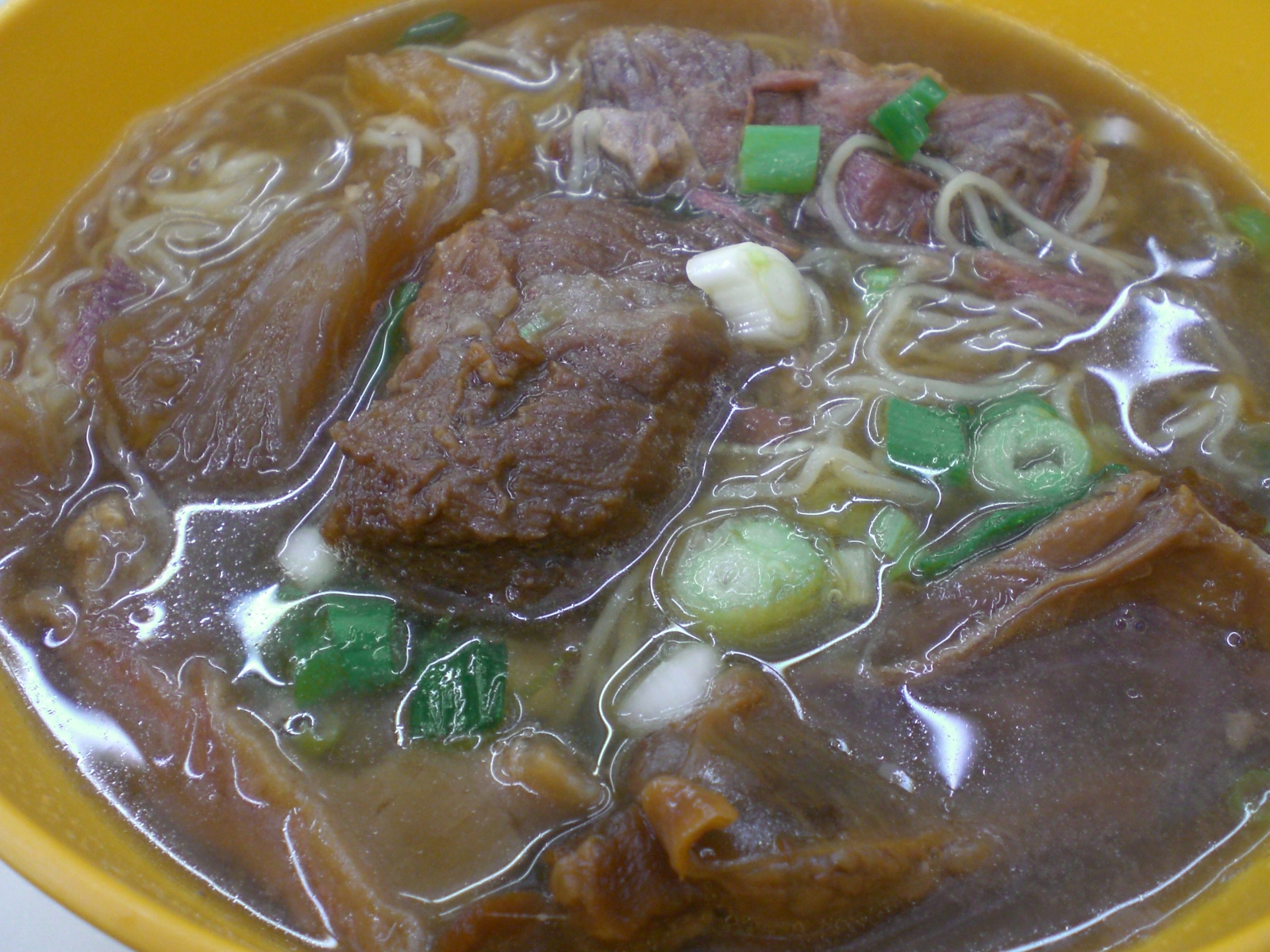
港式清燉牛腩麵

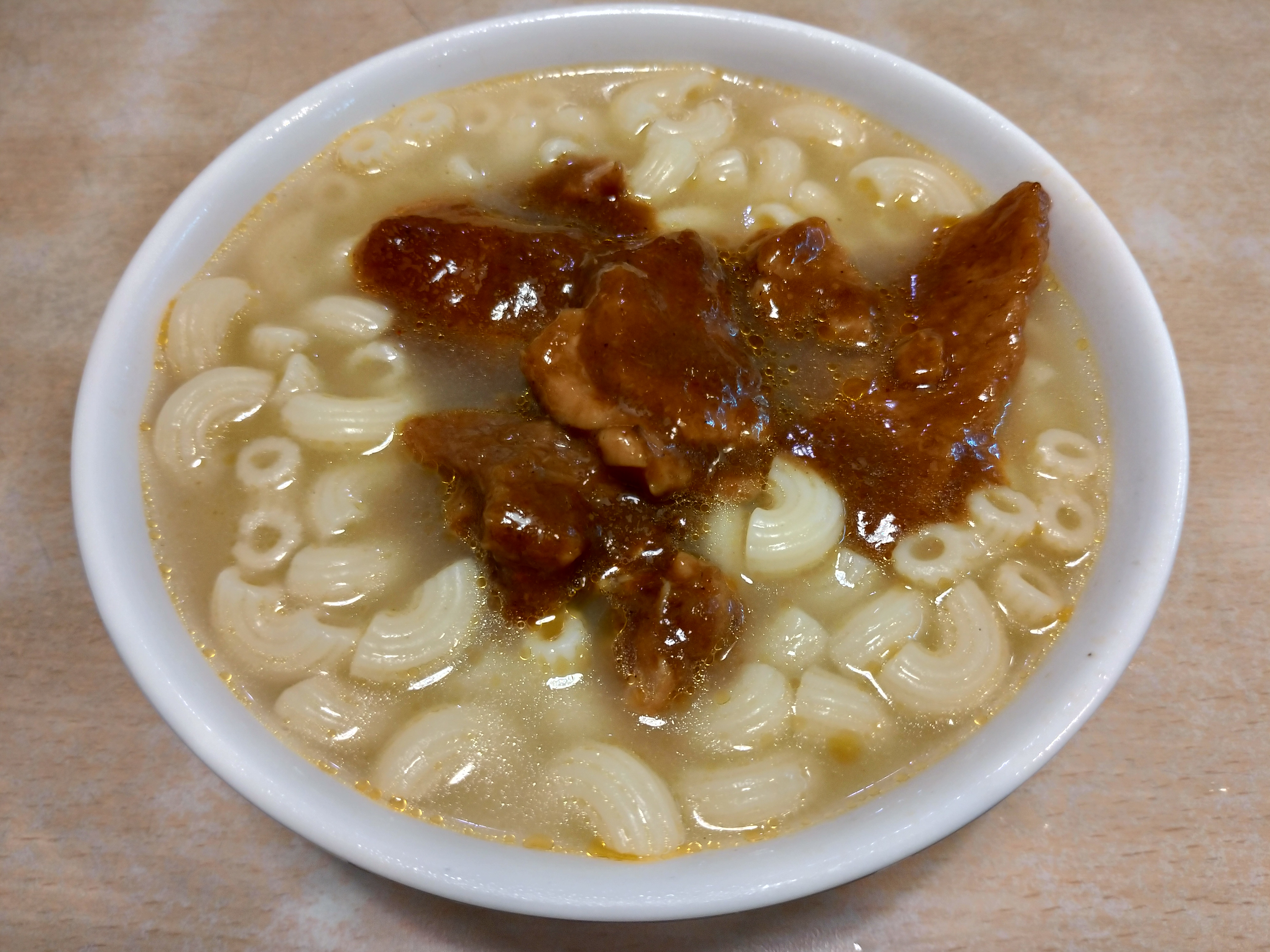
港式牛肉意大利麵之一的沙爹牛肉通心粉

香港以及廣東大部分牛肉麵都使用牛隻的牛腩和牛筋烹調，所以通常稱為牛腩麵。牛腩麵是香港以及廣東一種著名和很受歡迎的麵食。常見的湯麵包括清湯牛腩麵和五香牛腩麵，此外，用牛腩拌上蠔油的牛腩撈麵也甚為常見，香港茶餐廳則有沙爹牛肉麵。源自義大利的義大利麵有多種使用牛肉製作的菜式，例如以番茄糊和牛肉調配的意式肉醬製作的蕃茄牛肉義大利麵，當義大利麵流傳到世界各地時產生不同的融合菜，並衍生出各式的牛肉義大利麵，包括香港的番茄牛肉通心粉及沙爹牛肉通心粉。

### 上海河南牛肉面
1990年代起，河南省襄城县有大量人口在该县十里铺镇付家庄崔陈义的影响下前往上海开设河南拉面面馆。“河南拉面”是上海独有的称呼，在河南本地并不常见。上海的“河南拉面”以河南牛肉面为基准，结合康師傅的“红烧牛肉面”速食面形象，融合上海口味的咖喱牛肉汤调味。据上海襄城商会2021年统计，上海有2000多家襄城人开设的河南拉面店。

### 越南牛肉河粉
越南也有一種類似牛肉麵的美食，名叫，碗中放入河粉和牛肉、拌以各式香葉及蔬菜，然後再放入滾熱高湯沖燙，搭配魚露佐味，味道清爽甘甜。

## 圖集
- 香港牛腩牛丸藥膳湯麵
- 蔥燒牛肉麵